# Eusebio Fernández García
Eusebio Fernández García (Santa Olalla, Cantabria, 1952) es un jurista español, catedrático de Filosofía del Derecho en la Universidad Carlos III de Madrid.

## Biografía
Licenciado en Derecho por la Universidad Autónoma de Madrid. Obtuvo el título de doctor en Filosofía por la Universidad Complutense de Madrid bajo la dirección de José Luis López Aranguren. Ha sido profesor en las Universidades Complutense de Madrid, en la Universidad Autónoma de Madrid, de la cual fue Vicedecano entre los años 1983-84, y en la Universidad de Cantabria, donde ha sido Catedrático de Derecho Natural y de Filosofía del Derecho entre 1986 y 1989. Ostentó el cargo de Director del Departamento de Derecho Internacional, Eclesiástico y Filosofía del Derecho de la Universidad Carlos III y del Instituto de Derechos Humanos Bartolomé de las Casas. Desde el año de fundación de la Universidad Carlos III, en 1989, hasta la actualidad, es catedrático de Filosofía del Derecho.

## Líneas de investigación y docencia
Sus líneas de investigación abordan temas como la Filosofía del Derecho y la Filosofía Política, así como la Historia, tanto del Pensamiento español como de los Derechos Humanos.
Como Catedrático de la Universidad Carlos III de Madrid ha impartido las siguientes materias: Teoría del Derecho, Filosofía del Derecho y Derechos Fundamentales en la Licenciatura de Derecho; Filosofía Política, en las Licenciaturas en Derecho, Humanidades y Periodismo; y Ética y responsabilidad de los medios de Comunicación en la Licenciatura de Periodismo.
Por lo que respecta a las enseñanzas de doctorado en la Universidad Carlos III, viene impartiendo su labor docente en las asignaturas de Metodología de la Investigación en Ciencias Sociales y de Problemas de Ética Jurídica pertenecientes al doctorado en Derecho (Programa General) y de la asignatura Historia de los Derechos Fundamentales en el doctorado en Derecho (Programa Derechos Fundamentales). Su participación en la docencia de estas materias se remonta al inicio de los respectivos programas de doctorado Asimismo, ha participado en el Programa de doctorado en Derecho de las Universidades de Cantabria y la Universidad de La Laguna, en esta última con Felipe González Vicén
También en el ámbito de la Universidad Carlos III, ha impartido clases en el máster de Derechos Fundamentales y en el máster de Acción Humanitaria Es, asimismo, miembro del Instituto Universitario de Política y Gobernanza (IPOLGOB)

### Educación para la Ciudadanía
Es autor, junto con los también Catedráticos de la Universidad Carlos III, Gregorio Peces-Barba, Rafael de Asís y Francisco Javier Ansuátegui, del libro Educación para la ciudadanía y los derechos humanos. Ante la polémica en torno a Educación para la Ciudadanía manifestó:

«Se debe a que la discusión no ha sido teórica, sino entre dos posturas políticas enfrentadas (...) en ningún caso va a ser un mecanismo de adoctrinamiento o manipulación, sino un referente para educar respetando los Derechos Humanos. Los críticos dicen que la asignatura se ha inventado en España, pero la bibliografía que empleamos comienza a partir de los años 60, y proviene de Estados Unidos, Holanda, Bélgica, Inglaterra y de la mayor parte de países latinoamericanos».

### Tercera vía entresocialismo realy liberalismo
Apuesta por una tercera vía entre el socialismo y el liberalismo. En la Escuela de Verano de UGT, en su ponencia sobre economía y derechos humanos, manifestó que «la economía debe de estar subordinada a las necesidades humanas», para ello cree necesario:

«Una tercera vía alternativa al liberalismo y socialismo democrático, que elimine los componentes poco humanizadores de los primeros y el «error» histórico del socialismo real».

## Libros
- Marxismo, democracia y derechos humanos Madrid: Dykison, 2011.
- Historia de  los derechos fundamentales, Peces-Barba Martínez, Gregorio; Fernández García, Eusebio; Asís Roig, Rafael de; Ansuátegui Roig, Fco. Javier (dirs.). Madrid: Dykinson, 2010.
- Dignidad humana y ciudadanía cosmopolita Madrid: Dykinson, 2001.
- Entre la razón de Estado y el Estado de Derecho: la racionalidad política Madrid: Dykinson, 1997.
- Filosofía política y derecho Madrid: Marcial Pons, 1995.
- Estudios de Etica jurídica Madrid: Debate, 1990.
- La obediencia al derecho. Madrid: Cívitas, 1987.
- Teoría de la justicia y derechos humanos. Madrid: Debate, 1984 (1987 imp.).
- Marxismo y positivismo en el socialismo español. Madrid: Centro de Estudios Constitucionales, 1981.
- "Valores constitucionales y Derechos". Madrid : Dykinson, 2009.

## Artículos en revistas
- Libertad de expresión y respeto a los seres humanos. En: Revista telemática de filosofía del derecho (RTFD), N.º. 7, 2003
- Acerca de si la historia de los derechos humanos tiene algo que decir sobre el individualismo moral y los derechos colectivos. En: Derechos y libertades: Revista del Instituto Bartolomé de las Casas, Año n.º 8, N.º 12, 2003, pags. 205-216
- Lealtad cosmopolita e intervenciones bélicas humanitarias. En: Revista de Occidente, N.º 236-237, 2001, pags. 62-70
- La declaración de 1948: dignidad humana, universalidad de los derechos y multiculturalismo. En: Cuadernos de derecho judicial, N.º. 11, 1998 (Ejemplar dedicado a: Derechos de las minorías en una sociedad multicultural), pags. 225-250
- La idea de Europa en Europa y los derechos humanos En: Sistema: Revista de ciencias sociales, N.º 134, 1996, pags. 65-75

## Consejo Asesor y/o Científico
Es miembro del Consejo Asesor y/o Científico de las revistas jurídicas:
- Sistema (Consejo Asesor) (enlace roto disponible en Internet Archive; véase el historial, la primera versión y la última).
- Isegoría (Consejo Asesor)
- Derechos y Libertades (Consejo Científico)